# Большая Хадытаяха
Большая Хадытаяха (устар. Большая Хадыта-Яха) — река в России, протекает по территории Ямало-Ненецкого автономного округа. Устье реки находится на 13-м км правого берега реки Лимбяяхи. Длина реки — 66 км.

## Данные водного реестра
По данным государственного водного реестра России относится к Нижнеобскому бассейновому округу, водохозяйственный участок реки — Таз. Речной бассейн реки — Таз.